# ماذا تتوقعين عندما تكونين حاملا
ماذا تتوقعين عندما تكونين حاملًا هو دليل استرشادي عن فترة الحمل، في طبعته الخامسة الآن، من تأليف هايدي موركوف وشارون مازيل ونشرته دار وركمان للنشر. نُشر الكتاب لأول مرة عام 1984، ويتصدر باستمرار قائمة نيويورك تايمز لأكثر الكتب مبيعًا في فئة كتب تقديم المشورة ذات الغلاف الورقي، هو واحد من قائمة يو إس إيه توداي للـ«25 كتابًا الأكثر تأثيرًا في الـ 25 عامًا الماضية» وقد وُصِفَ بأنه «إنجيل الحمل الأمريكي». حتى عام 2008، كان قد طُبع منه  أكثر من 14.5 مليون نسخة. وفقًا لـ يو إس إيه توداي، فإن 93 في المئة من الأمهات الحوامل اللاتي يقرأن دليل حمل يقرأن ماذا تتوقعين عندما تكونين حاملًا. في عام 2012، أُعِّد كتاب ماذا تتوقعين عندما تكونين حاملًا في فيلم صدر عن ليونزغيت إنترتاينمنت.

## القالب
يقدم الكتاب النصيحة في شكل سؤال وجواب. ويسير حسب التسلسل الزمني من الوقت الذي تبدأ فيه المرأة لأول مرة الاشتباه بكونها حاملًا، مرورًا بكل شهر من الأشهر التسعة (مع تخصيص فصل لكل منها)، وحتى فترة النفاس. تسرد بداية كل فصل بإيجاز التغيرات والأعراض الجسدية والعاطفية الشائعة التي قد تواجهها المرأة، وتعطي معلومات حول ما يمكن للمرأة توقعه حيال زيارة طبيبها أو الممرضة المعتمدة قابلةً في أثناء الفحوصات الدورية. يتضمن أيضًا في بداية كل فصل قسمًا بعنوان «نظرة إلى الداخل» يعرض صورًا لتشريح الأنثى المتغير والجنين المتنامي ثم الجنين الحيّ. وُضِعت معلومات إضافية في قسمين بعنوان «ما قد يثير قلقك» و«ما المهم معرفته» لتناول مجموعة واسعة من المخاوف والمشكلات واتجاهات الحياة.
تتضمن كل طبعة معلومات غذائية أساسية تناقش السعرات الحرارية، وكيفية الحفاظ على وجبات متوازنة، وتقدم عينات من الوصفات. تشمل الطبعات الحديثة خطة تغذية كاملة.
يسرد ملحق الكتاب مصادر إضافية للمعلومات والموارد بما في ذلك أسماء المنظمات الحكومية والجمعيات والمؤسسات.

## أصل الكتاب
تشير الكاتبة هايدي موركوف إلى أن دافعها لإعداد ماذا تتوقعين عندما تكونين حاملًاكان سعيها الخاص للحصول على معلومات مُطمئِنة خلال حملها الأول. تعاونت موركوف مع والدتها أرلين آيسنبرغ، وهي صحفية مستقلة وأختها ساندي هاثواي، وهي ممرضة في إعداد دليل الحمل.
برز عنوان الدليل الأيقوني إلى الوجود عندما اقترحه أحد موظفي الناشر ليكون عنوانًا فرعيًا للمخطوطة التي كانت تحمل عنوانًا مؤقتًا، «الحمل». عند النشر، اتخذ العنوان الفرعي موقع الصدارة.
رغم أن الطبعة الأولى من الكتاب كانت صغيرة، فإن انتشاره عن طريق تداوله في الأحاديث والترويج المبتكر أدى إلى زيادة المبيعات في كل عام بعد ذلك.

## الجدل
انتُقِد ماذا تتوقعين عندما تكونين حاملًا لترويجه جنون الارتياب والخوف بين النساء الحوامل بالتركيز على المضاعفات وإرشاداته الغذائية الصارمة للغاية. وكذلك لعدم كون كاتبته موركوف قد تلقت أي تدريب طبي، تعرضت موركوف لمزيد من الانتقادات لقولها إنها تطلب من أطباء التوليد التعليق على المخطوطات فقط في المراحل الأخيرة من عمليات الكتابة والتحرير. نُشِر الكتاب لأول مرة عام 1984، وأحد أسباب اعتباره مسببًا للمشاكل يرجع إلى وجود العديد من الطبعات القديمة وغير المنقحة في التداول العام. فرغم تنقيح الصياغة مع كل طبعة جديدة استجابةً للانتقادات، تمرر النساء النسخ القديمة إلى أقرانهن الحوامل.

انتقدت مدونة الطب المبني على العلوم الكتاب لتوصياته من الطب التكميلي والبديل(سي إيه إم)، مثل الوخز بالإبر، وعلم المنعكسات، وطب الروائح، والمعالجة المثلية. يستنتج منشور المدونة:
لا يوجد دليل علميّ موثوق يدعم أيًا من هذه التوصيات. يمكن القول إن كل هذه النصائح تُشعِر بالرضا، «ابقِ المريض متسليًا» مع فرصة ضئيلة لإلحاق الضرر المباشر. ولكن من الخداع والخيانة تقديم هذه الأساليب على أنها علاجات فعالة مبنية على العلم، خاصةً في كتاب موثوق به علميًا.

## وصلات خارجية
- الموقع الرسمي
- الموقع الرسمي